# Livet mellem husene
|  | Denne artikel er oprettet af botten PalnaBot ud fra en ekstern database. Den kan derfor have sproglige fejl eller mangler. Denne skabelon kan fjernes efter kontrol af indholdet. |

Livet mellem husene er en dokumentarfilm instrueret af Lars Oxfeldt Mortensen efter manuskript af Lars Oxfeldt Mortensen, Jan Gehl.

## Handling
Når vi bevæger os i byer, opsøger vi bestemte steder igen og igen, fordi de har en næsten magnetisk tiltrækningskraft. Omvendt er der også lokaliteter, hvor vi ikke opholder os længere end højst nødvendigt. Disse faktorer er ikke tilfældige. Det ved den danske arkitekt og byplanlægger Jan Gehl, der i en menneskealder har studeret vores adfærd. Jan Gehl besøger i filmen en række nordiske byer og fortæller om, hvorfor nogle byrum inviterer til ophold, og andre frastøder os. Det handler ikke om smukt versus grimt, men om byrummet passer til vores sanser og krop. Det handler om vores måde at bevæge os på og vores sanseapparat: at se, høre, tale og føle